# Торе Берети и Кастеларо
То̀ре Берѐти е Кастела̀ро (на италиански: Torre Beretti e Castellaro) е община в Северна Италия, провинция Павия, регион Ломбардия. Административен център на общината е село Торе Берети (на италиански: Torre Beretti), което е разположено на 89 m надморска височина. Населението на общината е 581 души (към 2017 г.).